# Amenhotep (vezír)
Amenhotep, más néven Hui ókori egyiptomi vezír volt a XVIII. dinasztia idején, III. Amenhotep uralkodása alatt. A vezíri pozíció mellett a „Felső- és Alsó-Egyiptom irányítója”, valamint „a király minden munkálatainak felügyelője Felső- és Alsó-Egyiptomban” címet is viselte.
A XVIII. dinasztia idején már külön vezíre volt Alsó- és Felső-Egyiptomnak. Amenhotep-Hui egy másik vezírrel, Ramoszéval egy időben szolgált, de nem teljesen világos, melyikük melyik országrész vezírje volt. Amenhotepet északon és délen is említik. Gebel esz-Szilszilénél feliratok említik, hogy felügyelte a homokkőbányában zajló munkát.

## Sírja
Amenhotep-Huinak a thébai nekropoliszban, El-Asszaszifban épült egy sírja, melyet 1978-ban fedeztek fel.Az Instituto de Estudios del Antiguo Egipto de Madrid és dr. Martin Valentin vezette nemzetközi régészcsapat 2009 óta tanulmányozza. 2014 februárjában az Egyiptomi Régiségügyi Minisztérium bejelentette, hogy Amenhotep-Hui vezír sírjában meggyőző bizonyítékot talált arra, hogy Ehnaton legalább nyolc évig társuralkodó volt apja mellett.

## Fordítás
- Ez a szócikk részben vagy egészben  az   Amenhotep-Huy című angol Wikipédia-szócikk ezen változatának fordításán alapul.  Az eredeti cikk szerkesztőit annak laptörténete sorolja fel. Ez a jelzés csupán a megfogalmazás eredetét és a szerzői jogokat jelzi, nem szolgál a cikkben szereplő információk forrásmegjelöléseként.